# Alchornea alnifolia
Alchornea alnifolia är en törelväxtart som först beskrevs av Wenceslas Bojer och Henri Ernest Baillon, och fick sitt nu gällande namn av Ferdinand Albin Pax och Käthe Hoffmann. Alchornea alnifolia ingår i släktet Alchornea och familjen törelväxter. Inga underarter finns listade i Catalogue of Life.